# Високи трговински суд Републике Хрватске
Високи трговински суд Републике Хрватске (хрв. Visoki trgovački sud Republike Hrvatske) специјализован је суд установљен за подручје Хрватске са сједиштем у Загребу.

## Организација
Судије које одлучују о стварима из једног или више сродних правних подручја улазе у састав судског одјељења (хрв. sudski odjel). На челу одјељења се налази предсједник одјељења којег именује предсједник суда годишњим распоредом послова по претходно прибављеном мишљењу судија. На сједницама судских одјељења се нарочито разматрају питања унутрашњег пословања и расправља се о спорним правним питањима.
Унутар Високог трговинског суда Републике Хрватске постоје:
- Одјељење за праћење и проучавање судске праксе;
- Одјељење трговинских и осталих спорова;
- Извршно одјељење;
- Служба за мирење;
- Служба за информатику.

## Надлежност
Високи трговински суд Републике Хрватске:
- одлучује о жалбама против одлука које су у првом степену донијели трговински судови;
- рјешава сукоб мјесне надлежности између трговинских судова те одлучује о делегацији надлежности између трговинских судова;
- обавља друге послове одређене законом.

Против другостепене пресуде Високог трговинског суда могуће је у законом одређеним случајевима поднијети ванредни правни лијек — ревизију о којој одлучује Врховни суд Републике Хрватске.